# Kajati György
Kajati György Lajos (Sátoraljaújhely, 1975. január 17. –) magyar geográfus, főiskolai adjunktus.

## Életpályája
1989–1993 között a sátoraljaújhelyi Kossuth Lajos Gimnázium diákja volt. 1993–1999 között a debreceni Kossuth Lajos Tudományegyetem hallgatója volt, ahol földrajz szakos középiskolai tanár lett. 1998-tól az Eszterházy Károly Katolikus Egyetem egyetemi tanára. 1999–2008 között a Debreceni Egyetemen PhD. fokozatot szerzett. 2007 óta a Kárpátikum Közhasznú Alapítvány és az Agria Geográfia Alapítvány munkatársa.

### Munkássága
Angolul és oroszul beszél. Kutatási területe a terület- és településfejlesztő tudományos munkák, a projektmenedzseri munkák és a K+F munka.

## Művei
- Német multinacionális vállalatok a magyar energiagazdaságban (1999)
- Heves megye statisztikai adatbázisa földrajz szakos hallgatóknak (Oktatási segédanyag; Eszterházy Károly Főiskola; 1999)
- A villamosenergia-ipari privatizáció Magyarországon. Geográfus Doktoranduszok V. Országos Konferenciájának Kiadványkötete (Miskolc, 2000)
- Erőmű létesítési lehetőségek Magyarországon. 10 Éves a Debreceni Egyetem Társadalomföldrajzi és Területfejlesztési Tanszéke (2001)
- A lignit szerepe Magyarország villamosenergia-termelésében. Geográfus Doktoranduszok VII. Országos Konferenciájának Kiadványkötete (Budapest, 2002)
- Légszennyező anyagok kibocsátásának alakulása a Mátrai Erőmű környezetvédelmi beruházásának eredményeként. Nemzetközi Környezetvédelmi Szakmai Diákkonferencia Kiadványkötete (Mezőtúr, 2002)
- A mátraaljai és bükkaljai lignit szerepe Magyarország villamosenergia-termelésében a rendszerváltást megelőző évektől napjainkig (2002)
- A lignit szerepének változásai a magyar villamosenergia-iparban a kilencvenes években. Társadalomföldrajz–Területfejlesztés I. Tiszteletkötet Ekéné Dr. Zamárdi Ilona 60. születésnapjára (2003)
- A nemzetközi villamosenergia-forgalom Európában, különös tekintettel a CENTREL-országok határai mentén. „Határok és határmentiség az átalakuló Közép-Európában (2003)
- Külföldi hallgatók az Eszterházy Károly Főiskolán. „Humán erőforrás-fejlesztés és a határok” című nemzetközi tudományos konferencia kiadványkötete (Debrecen, 2004)
- Magyarország villamosenergia-ipara az energiapolitika tükrében. „Tájak – Régiók – Települések…”; Tisztelgés a 75 éves Enyedi György akadémikus előtt című nemzetközi tudományos konferencia kiadványkötete (2005)
- A vízenergia megítélése heves megyei civil szervezetek körében. 56 tanulmány Dr. Korompai Gábor 70. születésnapjára (Debrecen, 2007)
- Magyarország villamosenergia-forgalmának posztszocialista átalakulása (2007)
- Energiapolitikai irányzatok és modellek (2009)
- Civil vélemények a villamosenergia-iparról (2009)
- Hálózatelméleti kutatás. „ELIP-SYS” hálózatelméleti kutatáson és szoftverfejlesztésen alapuló termék-innováció” (Nemzeti Kutatási és Technológiai Hivatal, Budapest, 2007)
- A természeti erőforrások gazdaságtana (Elektronikus felsőoktatási jegyzet; Eszterházy Károly Főiskola, 2011)
- K+F, innováció, projektmenedzsment (Elektronikus felsőoktatási jegyzet; Eszterházy Károly Főiskola, 2013)
- Irányzatok, koncepciók és események a posztszocialista magyar energiapolitikában (EDU Szakképzés- és környezetpedagógia. 4. évf. 2. szám, 2014)